# Арена
 Тази статия е за вида място.  За селото в Южна Италия вижте Арена (Италия).  
Арена (на латински: arena) означава:
1. място, оградено с ров и посипано с пясък, разположено в средата на древноримските амфитеатри, където се водят битки на гладиатори, животни, изнасят се представления от артисти и др.;
2. оградена с невисок борд средна част от цирк за изнасяне на представления;
3. част от спортна зала, отредена за състезания;
4. (преносно) място за схватка, стълкновение.